# Jordana Spiro
Jordana Ariel Spiro (Manhattan - New York, 12 april 1977) is een Amerikaanse actrice, filmregisseuse, filmproducente en scenarioschrijfster.

## Biografie
Spiro is van Griekse en Joodse komaf, zij komt uit een gezin van vijf kinderen (twee dochters en drie zonen). Spiro leerde acteren op de Circle in the Square Theatre School in New York en op de Odyssey Theatre in Los Angeles. Spiro heeft gestudeerd aan de Royal Academy of Dramatic Art in Londen. In 2009 is zij begonnen met een studie voor filmproducente aan de Columbia-universiteit.
Spiro begon in 1995 met acteren in de televisieserie Maybe This Time. Hierna heeft zij nog meerdere rollen gespeeld in televisieseries en films zoals From Dusk Till Dawn 3: The Hangman's Daughter (1999), The Huntress (2000-2001), JAG (2005), My Boys (2006-2010) en Harry's Law (2011).

## Prijzen[3]
- 2007 Gracie Allen Awards in de categorie Uitstekende Leidende Rol van een Actrice in een Komische Serie met de televisieserie My Boys – gewonnen.

## Filmografie

### Films
Uitgezonderd korte films.
- 2021 Small Engine Repair - als Karen Delgado
- 2021 Fear Street Part Three: 1666 - als The Widow / mrs. Lane
- 2021 Fear Street Part Two: 1978 - als verpleegster Mary Lane
- 2021 Fear Street Part One: 1994 - als mrs. Lane
- 2019 To the Stars - als Francie Deerborne
- 2016 The Wilding - als Margaret Hayes
- 2011 Lost and Found - als Jo
- 2011 Trespass – als Petal
- 2009 The Goods: Live Hard, Sell Hard – als Ivy Selleck
- 2008 The Year of Getting to Know Us – als Kim Temple
- 2007 Resigned – als Alison
- 2007 Living & Dying – als Mary Jane
- 2006 Argo – als Becca
- 2006 Alone with Her – als Jen
- 2005 Partner(s) – als Anne
- 2005 Must Love Dogs – als Sherry
- 2004 The Greener Grass – als Heather
- 2003 Playas Ball – als Tonya Jenkins
- 1999 From Dusk Till Dawn 3: The Hangman's Daughter – als Reece
- 1996 If These Walls Could Talk – als Alison
- 1996 Her Last Chance – als serveerster

### Televisieseries
Uitgezonderd eenmalige gastrollen.
- 2017 - 2022 Ozark - als Rachel - 24 afl.
- 2015 - 2020 Blindspot - als Sarah Weller - 11 afl.
- 2015 - 2016 Royal Pains - als Jen - 3 afl.
- 2013 - 2014 The Good Wife - als rechercheur Jenna Villette - 4 afl.
- 2012 - 2013 The Mob Doctor - als dr. Grace Devlin - 13 afl.
- 2011 Dexter - als Beth Dorsey - 2 afl.
- 2011 Harry's Law – als Rachael Miller – 7 afl.
- 2006 – 2010 My Boys – als P.J. Franklin – 49 afl.
- 2005 Out of Practice – als Bianca / Roberta – 2 afl.
- 2005 JAG – als luitenant Catherine Graves – 3 afl.
- 2000 – 2001 The Huntress – als Brandi Thorson – 28 afl.
- 2000 Undressed – als Merrith - 3 afl.
- 1998 One World – als Alex – 2 afl.

### Filmregisseuse
- 2018 Night Comes On - film
- 2012 Skin - korte film
- 2010 Exit the Castle – korte film
- 2009 The Off Track – korte film

### Filmproducente
- 2018 Night Comes On - film
- 2012 Ladybug - korte film
- 2012 Skin - korte film
- 2010 Exit the Castle – korte film
- 2009 The Off Track – korte film

### Scenarioschrijfster
- 2018 Night Comes On – film
- 2012 Ladybug - korte film
- 2012 Skin - korte film

- Biblioteca Nacional de España: XX4775231
- International Standard Name Identifier: 0000 0001 1708 1271
- Library of Congress Control Number: no2011003301
- Système universitaire de documentation: 238541673
- Virtual International Authority File: 161998059
- WorldCat: E39PBJp64JvJf6Pwh9DBt9mKh3

1. ↑  (en) Circle in the Square Theatre School
2. ↑  (en) Odessey theatre
3. ↑  (en) Awards. Gearchiveerd op 27 augustus 2023.